# Dipetalogaster
Dipetalogaster, es un género de insectos de la subfamilia Triatominae, dentro de la familia de las chinches asesinas (Reduviidae). Este género tiene una única especie, Dipetalogaster maxima (a menudo mal escrito como "maximus", p. ej.). Esta género se lo encuentra en el estado mexicano de Baja California Sur. 
Dipetalogaster es un insecto hematófago que normalmente vive en grietas de rocas, donde normalmente se alimenta de la sangre de lagartos. Sin embargo, debido al crecimiento urbano en su área de distribución, ahora también se alimenta comúnmente de la sangre de humanos y animales domésticos.
Dipetalogaster suele estar infectado por el parásito Trypanosoma cruzi, actuando como vector de la enfermedad de Chagas. En contraste con este riesgo, el Dipetalogaster conservado en laboratorios se puede utilizar para extraer muestras de sangre de animales donde otros métodos son estresantes o riesgosos (como en el caso de ciertos animales de zoológicos y animales salvajes). La mordedura de Dipetalogaster es esencialmente indolora debido al aparato bucal muy delgado que posee (alrededor de 0,02 mm, mucho menos que una aguja hipodérmica típica) y el efecto anestésico de su saliva. La sangre se puede extraer del Dipetalogaster sin matarlo y, con pocas excepciones (como en la composición de los iones sodio y potasio), no muestra diferencias en comparación con la sangre extraída con métodos convencionales.
Dipetalogaster es la especie más grande de la subfamilia Triatominae, ya que los ejemplares de este género miden hasta 5 cm de largo máximo. Más allá de esto, se asemeja al más conocido Rhodnius prolixus.